# Kurt Aram
Kurt Aram, Pseudonym für Hans Fischer (* 28. Januar 1869 in Lennep; † 10. Juli 1934 in Berlin) war ein deutscher evangelischer Geistlicher, Journalist und Schriftsteller, der unter diesem Namen schrieb. Bis zu seiner Amtsniederlegung 1900 war er unter seinem bürgerlichen Namen Pfarrer in Herborn. 

## Leben und Werk
Geboren 1869 in Lennep unter dem bürgerlichen Namen Hans Fischer, begann Fischer nach erfolgreicher Gymnasiallaufbahn ein Germanistik-Studium, wechselte dann zur Theologie und war als protestantischer Pfarrer in der Provinz Hessen-Nassau tätig. Im Auftrag eines Berliner Komitees in Persien unterstand ihm 1897 die Leitung einer Hilfsaktion für notleidende Armenier. Im Jahre 1900 verließ er den Pfarrdienst und arbeitete in Marburg als Redakteur der Christlichen Welt und später als Korrespondent der Frankfurter Zeitung.
Er war Redakteur beim Berliner Tageblatt, Mitherausgeber der Literaturzeitschrift März und verfasste unter dem Pseudonym Kurt Aram eine Reihe von Romanen, die allgemein zur Unterhaltungsliteratur gezählt werden. Innerhalb der Belletristik schrieb er auch Gedichte, Dramen und Erzählungen. 

## Werke
- Gedichte. Pierson, Dresden/Leipzig 1899
- Die Agrarkommission. Komödie in 3 Akten. Pierson, Dresden/Leipzig 1899
- Ananian. Drama in 3 Akten. Pierson, Dresden/Leipzig 1899
- Mit 100 Mark nach Amerika. Ratschläge und Erlebnisse, mit einem Katechismus für Auswanderer. Fontane, Berlin 1912. (Digitalisat)
  - Neuausgabe: Godewind, 2006, ISBN 978-3-939198-49-9
- Familie Dungs. Roman. Ullstein, Berlin/Wien 1913. (Digitalisat)
- Der Zylinder des Strassenfegers und andere Erzählungen. Hillger (Kürschners Bücherschatz 888), Berlin/Leipzig 1913
- Die Ölmühle. Hillger (Kürschners Bücherschatz 907), Berlin/Leipzig 1913
- Die Kusine aus Amerika. Ullstein, Berlin/Wien 1914. (Digitalisat)
- Welko der Balkankadett. Eine Erzählung aus dem Balkankriege 1912/13. Ullstein, Berlin/Wien 1914
- Der Zar und seine Juden. Curtius, Berlin 1914
- Violet. Der Roman einer Mutter. Ullstein, Berlin/Wien 1915
- Nach Sibirien mit hunderttausend Deutschen. Vier Monate russische Kriegsgefangenschaft. (Ullstein-Kriegsbücher) Ullstein, Berlin/Wien 1915. (Digitalisat)
- Der Schatten. Roman. Engelhorn, Stuttgart 1915. (Digitalisat)
- Der elfenbeinerne Turm. Roman. SVA, Berlin 1915
- Die Männer im Feuerofen. Roman aus der Kriegszeit. Reclam (Universal-Bibliothek 5831/34), Leipzig 1916
- Franz Ferdinand, der Zahnarzt. Die Geschichte einer Ehe. Borngräber, Berlin 1917
- Jugendsünden. Borngräber, Berlin 1918
- Bolschewiki. Ein Schauspiel aus Russland in 3 Akten und 6 Aufzügen. Borngräber, Berlin 1919
- Der Goten Glück und Ende. Drei Bücher der Einkehr und Erhebung. Volksverband der Bücherfreunde, Berlin 1925
- Leda. Roman aus dem nahen Osten. Deutsche Buch-Gemeinschaft, Berlin 1926
- Oh Ali. Roman. Knaur, Berlin 1927
- Magie und Zauberei in der alten Welt. Deutsche Buch-Gemeinschaft, Berlin 1927
  - (letzte) Neuausgabe: Komet, Köln 2004, ISBN 978-3-89836-393-8
- An den Ufern des Araxes. Ein deutscher Roman aus Persien. Oestergard, Berlin 1928. (Neuauflage 2018, ISBN 978-3-7437-2885-1)
- Magie und Mystik in Vergangenheit und Gegenwart. Albertus, Berlin 1929
  - Nachdruck: Kramer, Berlin 1983